# Hadramaut

Reino de Hadramaut (en violeta) durante el.

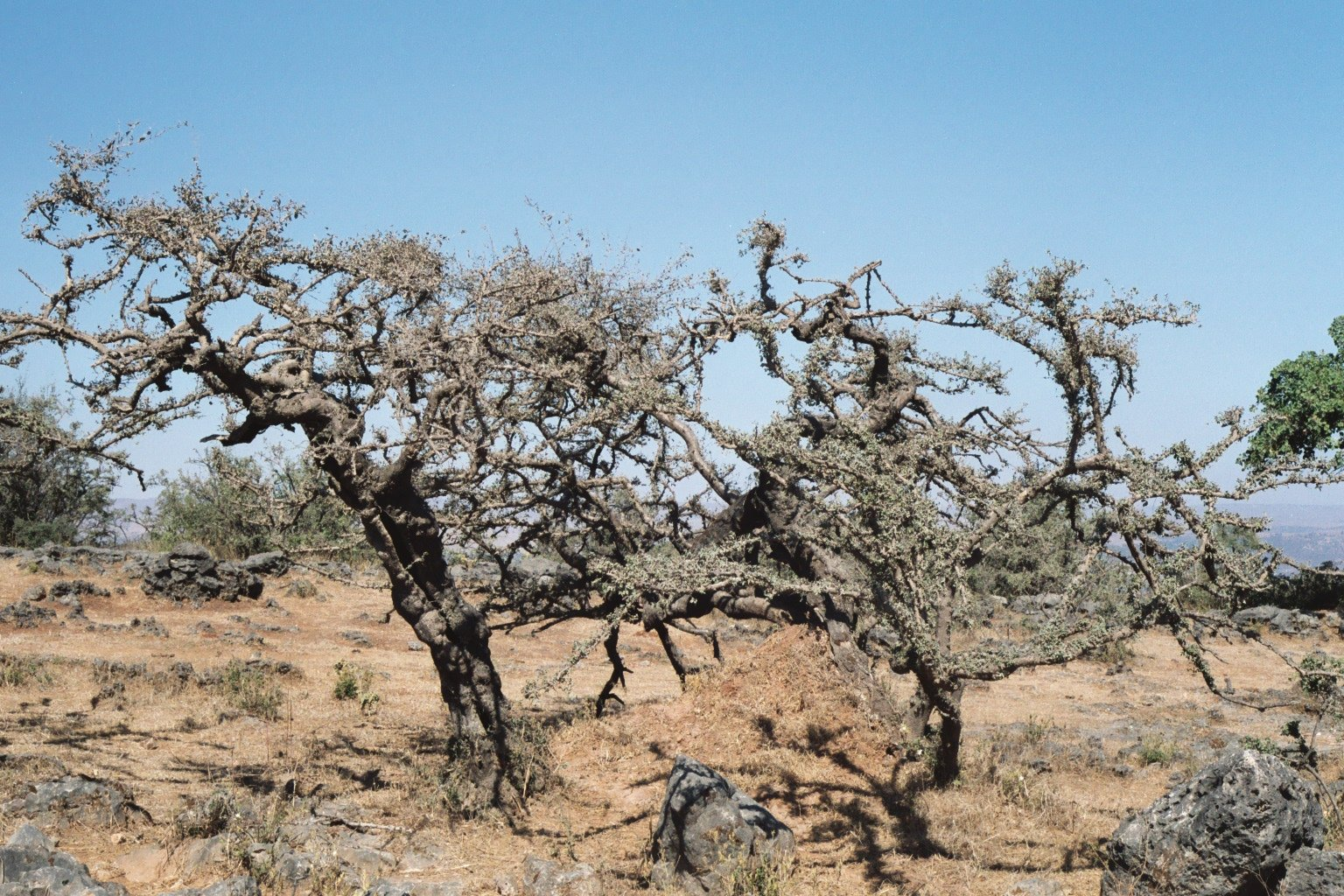
Árbol del incienso (Dhofar, Omán).

Hadramaut, Hadramut, Hadhramaut o Ḥaḍramūt (en árabe: حضرموت‎ Ḥaḍramawt) es el antiguo estado y sultanato independiente de Quaiti que abarca una región histórica del sur de la península arábiga en el golfo de Adén y mar Arábigo, fronteriza con el desierto de Rub al-Jali, que se extiende hacia el este del Yemen y hacia los bordes de la región de Dhofar en Omán. El nombre de la región está actualmente contenido en la gobernación de Hadramaut de la República de Yemen. A los naturales de Hadramaut se les llama hadramíes y hablaban el idioma hadramita, del grupo de lenguas sudarábigas.

## Etimología
El origen del nombre no se conoce con exactitud. Hay varias teorías. Una teoría es que la región lleva el nombre de un apodo de Amar bin Qahtan (عمرو بن قحطان), que significa "la muerte ha llegado", que viene de /ḥaḍara/ (en árabe "ha llegado") y /maut/ ("muerte"). Se llamaba así, porque cada vez que participaba en una batalla, siempre había muchas personas muertas. Otra hipótesis es que después de la destrucción de los tamudeos, el mismo profeta islámico Saleh reubicó a unos 4000 de sus seguidores en la zona conocida como Hadramaut, que fue donde murió y por tanto, la región fue llamada "la muerte ha llegado".
Otra teoría supone que el nombre estaría vinculado a Jasarmávet en el libro del Génesis 10:26 y en el libro Primero de las Crónicas 1:20. En ellos, Jasarmávet es uno de los hijos de Yoqtán, uno de los descendientes de Sem, hijo de Noé (Génesis 10:1), es decir, los fundadores de naciones vecinas como Saba, también hijo de Yoqtán. Como el sur de Arabia ha sido y es uno de los lugares de la subfamilia de lenguas semíticas meridionales el origen semita del nombre es muy probable. Si el nombre reflejase una convención bíblica o prebíblica en el Próximo Oriente, esto significaría que su antigüedad es anterior a las civilizaciones greco romanas y al Islam.
Una última teoría es que el nombre deriva del griego υδρευματα (hydreumata), refiriéndose a las estaciones de riego amuralladas (fortificadas con frecuencia) en los uadis. Un hydreuma (en singular), es un pozo de agua, habitado, cuidado y fortificado a lo largo de un itinerario caravanero que hacían principalmente la ruta del incienso. Era la manera de defender el aprovisionamiento de agua frente a las incursiones de las tribus beduinas. En los alrededores, a unos 10 km de distancia, se formaban pequeños pueblos que servían de campamentos para las caravanas de camellos. Un paralelo interesante con este modelo se encuentra en los pozos de agua fortificados en el desierto oriental de Egipto Romano: hydreumata.
Se están investigando arqueológicamente diferentes ciudades perdidas a lo largo de esa ruta como Ubar en Omán o Shisur y se han encontrado huellas de desarrollo urbano en el centro de Madhab, cerca de la actual Ḥurayḍa. La principal ciudad del antiguo reino de Hadramaut, Shabwa parece particularmente prometedora con los restos encontrados.
El primer dirigente de la región tenía por nombre Yur'ish Shamir, de acuerdo a dos marcas epigráficas encontradas "yhr'šisSMR".
El reino hadramí hizo frente a una larga serie de guerras, especialmente con el reino de Saba, al oeste, que le impidió su expansión por lo que tuvo que dedicarse principalmente a la pesca, la navegación y el comercio, especialmente del incienso. Como navegantes, los hadramíes utilizaban con habilidad los vientos monzones, pero prefirieron la vía terrestre con más frecuencia, lo mismo que los sabeos, los qatabanes, los mineos y los ausanes.

## Reino de Hadramaut (sigloVIIIa.C.-sigloIII)

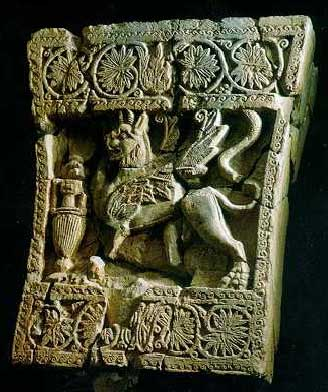
Grifo en el palacio real de Shabwa, antigua capital del reino de Hadramaut. Adén, Museo Nacional.

Las primeras referencias al reino de Hadramaut en Arabia del Sur son inscripciones del siglo VIII a. C. Se mencionan en una inscripción de Karab'il Watar en sabeo de principios del siglo VII a. C., en la que el rey de Hadramaut, Yada`'il, es mencionado como uno de sus aliados.
Cuando los mineos se hicieron con el control de las rutas caravaneras en el siglo IV a. C., Hadramaut se unió a su confederación, posiblemente por intereses comerciales. Más tarde se independizó y hacia finales del siglo I a. C. fue invadido por el expansivo reino de Himyar pero pudo rechazarlo. Hadramaut se anexionó Qataban en la segunda mitad del siglo II, alcanzando su máxima expansión territorial. Finalmente el reino de Hadramaut fue conquistado alrededor del año 300 por el rey himiarita Shammar Yuhar, que unificó todos los reinos de Arabia meridional.

## Religión
Los primeros sentimientos religiosos del sur de la península arábiga, en un contexto principalmente politeísta, de dioses que giran en torno a una divinidad "dionisíaca de la vegetación" y con alguna aproximación al Heracles griego para evolucionar, en los siglos anteriores a la aparición de la fe islámica, hacia formas de culto monoteísta con una deidad llamada Rahman o Rahmanan (literalmente, "misericordioso"), a la que adoraban, nombre que en el islam, probablemente no sea coincidencia, será indicado por Dios como su propio nombre, junto con el más conocido de Alá:
" Invócalo como Alá o invócalo como Rahmán..."
(Cor. XVII: 110)
En una inscripción (100 a. C. 100) recuperada en hadramítico, se recuerda la reconstrucción del santuario dedicado a la diosa solar "DTZHRN" por el rey de Hadramaut.
Según fuentes islámicas, Hadramaut fue la región de la que provenía la tribu de Banu Kinda, conocida por haber creado una efímera confederación tribal que lideraron (entre ellos se recuerda el padre del famoso poeta preislámico Imru l-Qays), y que sirvieron de referencia a la Umma islámica por primera vez.